# كثيب (فلم 1984)
كثيب (بالإنجليزية: Dune) هو فيلم ملحمي خيال علمي أمريكي من إخراج ديفيد لينش وبطولة فرانشيسكا أنيس، ليوناردو سيمينو، براد دوريف، خوسيه فيرير وليندا هانت.

## وصلات خارجية
- مقالات تستعمل روابط فنية بلا صلة مع ويكي بيانات